# العلاقات الأوروغوايانية الفلسطينية
العلاقات الأوروغوايانية الفلسطينية هي العلاقات بين دولة فلسطين و‌جمهورية أوروغواي الشرقية. فلسطين لها سفارة في مونتيفيديو. أوروغواي لديها سفارة في رام الله.
وقد اعترفت أوروغواي بدولة فلسطين في 15 مارس 2011 فيما كانت قد اعترفت بالدولة الفلسطينية عام 1947 ضمن قرار رقم 181 للأمم المتحدة، دون الاعتراف علي وجه التحديد بالحدود. تدعم الأوروغواي حل القضية الفلسطينية على أساس قرارات الأمم المتحدة وخيار الدولتين.
هناك عدد صغير من السكان الفلسطينيين في أوروغواي، يبلغ عددهم المئات.
افتتحت السفارة الفلسطينية لأول مرة في مونتيفيديو في 3 أكتوبر 2015.
في 10 مايو 2017، عقدت الجلسة الأولى من المشاورات السياسية بين البلدين في العاصمة مونتيفيديو.

## التبادل الدبلوماسي
في 2 ديسمبر 2014، سلم انريكي ريبيرو أوراق اعتماده سفيرًأ للأوروغواي لدى فلسطين إلى وزير الخارجية رياض المالكي.
في 3 ديسمبر 2014، سّلم وليد عبد الرحيم أوراق اعتماده سفيرًا مفوضًا فوق العادة ومقيم لدى الأوروغواي إلى وزير الخارجية الأوروغواي، وفي 5 ديسمبر أعاد تسليمها إلى رئيس الأوروغواي.
يُعد وليد عبد الرحيم أول سفير مقيم لدى الأوروغواي، حيث كان التمثيل الدبلوماسي الفلسطيني غير المقيم عبر السفارة الفلسطينية في الأرجنتين.